# Deniece Williams
June Deniece Williams, detta Niecy (nata June Deniece Chandler; Gary, 3 giugno 1950), è una cantautrice e produttrice discografica statunitense (segnatamente: afro-americana), dedita ai generi soul, R&B, gospel e funk ed in attività dalla fine degli anni sessanta.

## Biografia
Benché avesse esordito nel 1968 con il singolo Love Is Tears, pubblicò il suo primo album in studio This Is Niecy solamente nel 1976. Giunse al primo posto della classifica R&B con Free del 1976. La sua I've Got the Next Dance del 1979 giunse al primo posto nella classifica dance statunitense e nella Top 30 di quella R&B. Riuscì anche a entrare due volte al vertice della classifica pop con i singoli Too Much, Too Little, Too Late (1978), un duetto con Johnny Mathis, e Let's Hear It for the Boy (1984), utilizzata nel film Footloose.
Nel corso della sua carriera, l'artista ha pubblicato oltre una ventina di album e ottenuto dodici nomination ai Grammy Award, di cui quattro vinti, nella categoria gospel.

## Discografia

### Album
- 1976 - This Is Niecy
- 1977 - Song Bird
- 1978 - That's What Friends Are For (con Johnny Mathis)
- 1979 - When Love Comes Calling
- 1981 - My Melody
- 1982 - Niecy
- 1983 - I'm So Proud
- 1984 - Let's Hear It for the Boy
- 1986 - So Glad I Know
- 1986 - Hot on the Trail
- 1986 - From the Beginning
- 1987 - Water Under the Bridge
- 1988 - As Good as It Gets
- 1989 - Special Love
- 1990 - Change the World
- 1991 - Lullabies to Dreamland
- 1994 - Greater Gospel Hits
- 1996 - Love Solves It All
- 1996 - Gonna Take a Miracle: The Best of Deniece Williams
- 1998 - This Is My Song
- 2000 - Love Songs
- 2007 - Love, Niecy Style

### Singoli (Lista parziale)
- 1968 - Love Is Tears
- 1976 - Free
- 1978 - That's What Friends Are For
- 1977 - Baby, Baby My Love's All for You
- 1978 - Too Much, Too Little, Too Late (con Johnny Mathis)
- 1978 - You're All I Need to Get By (con Johnny Mathis)
- 1979 - I've Got the Next Dance
- 1979 - I Found Love
- 1981 - What Two Can Do
- 1981 - It's Your Conscience
- 1981 - Silly
- 1982 - It's Gonna Take a Miracle
- 1982 - Waiting by the Hotline
- 1982 - Waiting
- 1983 - Do What You Feel
- 1983 - I'm So Proud
- 1984 - Love Won't Me Wait (con Johnny Mathis)
- 1984 - Let's Hear It for the Boy
- 1984 - Next Love
- 1983 - Black Butterfly
- 1986 - Wiser and Weaker
- 1986 - Healing
- 1987 - Never Say Never
- 1987 - I Confess
- 1988 - I Can't Wait
- 1988 - This Is as Good as It Gets
- 1989 - Every Moment

## Premi & riconoscimenti
- 1987 - Grammy Award per il brano "I Surrender All" nella categoria "Miglior performance di un duo soul-gospel"
- 1987 - Grammy Award per il brano "They Say" nella categoria "Miglior performance di un duo-gruppo soul-gospel"
- 1988 - Grammy Award per il brano "I Believe in You" nella categoria "Miglior performance femminile gospel"
- 1999 - Grammy Award per l'album "This Is My Song" nella categoria "Miglior album  pop/gospel"